# Horst-Wolfgang Heise
Horst-Wolfgang Heise (* 15. Juni 1917 in Berlin; † 26. Februar 2008 in Angersbach) war ein deutscher Apotheker und als Sanitätsoffizier (Apotheker) im Dienstgrad Generalapotheker zuletzt von 1972 bis 1977 Inspizient Pharmazie und Sanitätsmaterial der Bundeswehr.

## Biografie
Heise, Sohn eines Rektors, begann die Ausbildung zum Apotheker 1938, musste diese im Zweiten Weltkrieg, in dem er als Artillerist zuletzt im Dienstgrad Major diente, allerdings unterbrechen. Während des Krieges wurde er zweimal schwer verwundet. Nach Kriegsende und gesundheitlicher Wiederherstellung nahm er sein Studium wieder auf, examinierte 1950 und approbierte 1951. Nach einer Tätigkeit als wissenschaftlicher Mitarbeiter trat er 1959 in die junge Bundeswehr ein.

## Auszeichnungen
- Deutsches Kreuz in Gold
- Bundesverdienstkreuz I. Klasse (1976)